# Michel Kelemenis
Michel Kelemenis, né le 20 décembre 1960 à Toulouse, est un danseur et chorégraphe français.

## Biographie
Michel Kelemenis suit sa formation de danseur à Marseille en 1977. En 1983, il intègre le Centre chorégraphique national de Montpellier alors dirigé par Dominique Bagouet. Il réalise alors ses premières créations chorégraphiques tout en étant danseur dans la troupe. Après une bourse de la Villa Médicis hors les murs en 1987, il fonde la même année sa propre compagnie, Kelemenis & Cie, située à Marseille.
Il collabore alors avec de nombreux ballets nationaux dont le Ballet de l'Opéra de Paris, le Ballet de l'Opéra national du Rhin, le Ballet du Nord, le Ballet du Grand Théâtre de Genève, ou le Ballet national de Marseille.
Michel Kelemenis devient directeur artistique de Klap, une maison pour la danse marseillaise située à Saint-Mauront, où sa compagnie est en résidence permanente.

## Principales chorégraphies
- 1984 : Aventures coloniales en collaboration avec Angelin Preljocaj
- 1987 : Plaisir d'offrir
- 1987 : Ton bâton sur ma tête
- 1988 : Faune Fomitch
- 1989 : Paires calines - Pas de quatre
- 1990 : Vaste Ciel
- 1990 : Grands Soirs en collaboration avec Gilles Grand
- 1991 : C'est un Vaudeville
- 1992 : Cités citées
- 1992 : Peu avant pour Jean Guizerix de l'Opéra de Paris
- 1993 : Clin de lune (dédié à Dominique Bagouet)
- 1994 : Image
- 1994 : Anthère (revisité en 2004)
- 1994 : Sélim pour Kader Belarbi de l'Opéra national de Paris
- 1995 : Mouvement Ibéria
- 1996 : Chère amour
- 1997 : 1997 MK13
- 1997 : Tout un monde lointain sur la musique éponyme d'Henri Dutilleux pour le Ballet du Grand Théâtre de Genève
- 1998 : Kiki la Rose
- 1998 : Le Paradoxe de la femme-poisson en collaboration avec Christian Zanési
- 1999 : L'Homme, la Femme, et George
- 1999 : L'Ombre des jumeaux pour le ballet de l'Opéra national du Rhin
- 1999 : La Dormeuse du val
- 1999 : Réversibilité pour le Ballet de l'Opéra de Paris
- 1999 : Traduction simultanée
- 1999 : L'Atlantide pour l'Opéra de Marseille
- 2001 : (Une lumière froide pour éclairer nos) JEUX pour le ballet de l'Opéra national du Rhin
- 2001 : Trois Poèmes inédits
- 2002 : Cadenza (version solo) et K.Danza (version duo)
- 2003 : Index
- 2003 : Ulysse et Pénélope pour le Ballet de l'Opéra national du Rhin
- 2004 : Besame mucho
- 2005 : Aphorismes géométriques
- 2005 : Aléa (« Talents Danse de l'ADAMI)
- 2007 : Tattoo pour le Ballet national de Marseille
- 2007 : Pasodoble en collaboration avec Philippe Fénelon
- 2008 : L'Amoureuse de monsieur muscle pour le jeune public
- 2009 : Image pour le Ballet du Grand Théâtre de Genève
- 2009 : Aléa
- 2009 : Viiiiite
- 2009 : Disgrâce
- 2009 : Cendrillon / Cinderella pour le Ballet du Grand Théâtre de Genève
- 2010 : Tout un monde lointain/variation
- 2011 : Henriette et Matisse
- 2012 : My Way
- 2012 : Le Sixième Pas
- 2013 : Siwa
- 2014 : Zef, un petit vent de douceur et d'amour
- 2015 : La Barbe bleue
- 2016 : Rock & Goal
- 2017 : Collector : 6 pièces de 1984 à 2017[1]
- 2017 : Faire feu
- 2018 : Kiss Me
- 2019 : Coup de grâce[2]
- 2020 : 8 m3

## Décorations
- Officier de l'Ordre des Arts et des Lettres en 2013[3].
- Chevalier de l'Ordre national du Mérite en 2006[4] pour ses 23 ans d'activités artistiques.